# Dactylopsila megalura
Dactylopsila megalura е вид бозайник от семейство Petauridae.

## Разпространение
Видът е разпространен в Индонезия и Папуа Нова Гвинея.